# 大坪新一郎
大坪 新一郎（おおつぼ しんいちろう、1963年〈昭和38年〉2月22日 - ）は、日本の運輸・国土交通技官。

## 経歴
福岡県北九州市出身。福岡県立小倉高等学校を経て、1986年3月に東京大学大学院工学系研究科を修了。国家公務員採用Ⅰ種試験(造船工学)に合格して、1987年4月に運輸省に入省。
2019年7月9日から国土交通省海事局長を務める。

## 年表
2016年6月までの経歴の出典
- 1987年04月：運輸省入省
- 1990年06月：運輸省大臣官房人事課付（米・ハーバード大学留学）
- 1993年07月：運輸省海上技術安全局安全基準課付（日本造船研究協会）
- 1995年02月：運輸省海上技術安全局造船課付（派遣・経済協力開発機構）
- 1998年04月：運輸省海上技術安全局造船課国際業務室専門官
- 2001年01月：国土交通省海事局造船課国際業務室専門官
  - 04月：国土交通省海事局造船課国際業務室課長補佐
- 2002年04月：国土交通省海事局造船課課長補佐
- 2005年05月：日本貿易振興機構本部企画部海外事務所運営課付（ロンドン・センター所員）
- 2008年05月：国土交通省海事局安全基準課国際基準調整官
- 2011年09月：国土交通省海事局船舶産業課国際業務室長
- 2013年07月：国土交通省海事局船舶産業課長
- 2016年06月17日：国土交通省大臣官房技術審議官（海事局担当）[4]
- 2017年07月07日：国土交通省海事局次長[5]
- 2019年07月09日：国土交通省海事局長[3]
- 2021年07月01日：辞職[6]
- 2021年0９月：運輸総合研究所客員研究員[7]
- 2021年10月～：一般財団法人日本舶用品検定協会顧問
- 2021年10月～：一般財団法人日本造船技術センター顧問
- 2022年09月30日：東海大学海洋研究所特任教授[8]
- 2023年04月：運輸総合研究所特任研究員